# Callopora panhoplites
Callopora panhoplites är en mossdjursart som först beskrevs av Ortmann 1890.  Callopora panhoplites ingår i släktet Callopora och familjen Calloporidae. Inga underarter finns listade i Catalogue of Life.